# Cannabis och hampa i Sverige

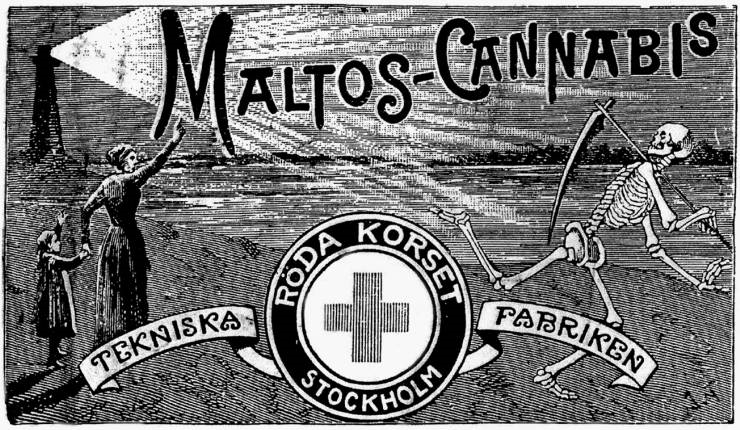

Cannabis (även känt som marijuana i växtform och hasch som är ihoppressade trikomer från cannabisplantan) är den psykoaktiva drog som utvinns från plantor i växtsläktet Cannabis i medicinskt eller i rekreationssyfte. Av totalt 483 kända aktiva komponenter i cannabis utgörs den största av tetrahydrocannabinol (THC). Minst 84 stycken är andra cannabinoider, som cannabidiol (CBD), cannabinol (CBN), tetrahydrocannabivarin (THCV) och cannabigerol (CBG).
Som narkotika finns den i flera olika former, blomma och hasch, olja, smör, dryck och olika skönhetsprodukter. Blomdelen av cannabisplantan kan förtäras för, antingen den rogivande effekten eller den energigivande effekten. Cannabis är förbjudet i Sverige, liksom alla andra narkotikaklassade preparat. Cannabisplantan, som har en lång historia i Sverige och övriga världen, har använts för reptillverkning, papper och tyg. Dock är det vanligast att industrihampan, den med mycket låg halt av THC används till dessa ändamål. 
Cannabisplantan är inhemsk i hela Europa, men verkar först ha börjat odlas och användas som både fiber och drog i Centralasien innan bruket spred sig till Europa någonstans mellan slutet av stenåldern och början av bronsåldern. I det geopolitiska område vi idag kallar Sverige finns det arkeologiska bevis för bruk av cannabis som hampa för fibrer från runt år noll som sträcker sig fram till modern tid. För alla européer verkar cannabisen främst varit intressant för sina växtfibrer. Under 1900-talet började restriktioner och förbud gradvis att komma. Idag är cannabis en av världens vanligaste narkotika.

## Användning av hampa
Det finns en väldokumenterad användning av hampa inom sjöfarten i Sverige sedan medeltiden. I övrigt verkar den historiska bilden av cannabisplantans främsta användningsområde i Sverige vara som brukstextil bland bönder. Odling av hampa för textilier och dylikt i Sverige 2017 omfattade cirka 40 hektar enligt Statens jordbruksverk. Åren 1970–2005 var all odling av Cannabis sativa förbjuden i Sverige. 
Det är lagligt för jordbrukare att odla vissa sorter av så kallad industrihampa med en THC-halt lägre än 0,2 procent. Olagliga sorter kan innehålla 1–23 procent THC. Odling är tillåten om sorterna är upptagna på Jordbruksverkets lista över godkända hampor och jordbrukaren varje år i förväg ansöker om så kallat gårdsstöd för denna odling. Ett annat villkor är att fastigheten sammanlagt måste omfatta minst 4 hektar jordbruksmark. Tillstånd ges normalt aldrig för att odla enstaka plantor. Innehav av industrihampa klassas aldrig som narkotikabrott, oavsett användningsområde.

## Cannabis

### Rekreationell användning av cannabis

#### 1960-talet: hippie- och modskultur
I Sverige ökade drogbruket kraftigt under 1960-talet, både av marijuana och hasch. Rökning av hasch var i USA vanligt bland personer inom hippiekulturen och i England inom mods-kulturen och den typen av drogbruk spreds även till Sverige Från 1969 och framåt skärptes straffen för försäljning av narkotika  och på några år ökade maximistraffet för innehav och försäljning av stora mängder narkotika från två till tio års fängelse.

#### 1980- och 1990-talet: ökat bruk trots skärpta lagar
I slutet av 1980-talet blev även eget bruk av cannabis, liksom all annan narkotika, i sig olagligt. Under 1990-talet fram till början av 2000-talet ökade cannabisbruket, trots nya juridiska verktyg, främst bland ungdomar och yngre vuxna. Forskare har framhållit den ekonomiska krisen och att många unga aldrig kom in på arbetsmarknaden, som delorsak. Andra har pekat på att det i tiden sammanföll men minskade kontroller vid gränserna och minskade resurser för behandling av drogmissbrukare.
Trots nya juridiska verktyg började bruket av cannabis öka kraftigt under 1990-talet fram till början av 2000-talet, främst bland ungdomar och yngre vuxna. En av de viktigare förklaringarna tros vara diverse sociala effekter av det tidiga 90-talets ekonomiska kris. Som ett mått på hur stor den förändringen var, kan man nämna att mellan åren 1990 och 1993 ökade arbetslösheten i åldersgruppen 16–24 från 3 % till 18 % för att sedan börja gå långsamt ned mot 10 % i slutet på 1990-talet. 

Flera forskare pekar på att Sverige först då fick stora grupper unga som aldrig kom in på arbetsmarknaden, något som plågat många andra OECD-länder från 1970-talet. Något som konstaterats där är hur ungdomar i högre grad attraheras av sub- eller motkulturer som integrerat cannabisbruk när ett arbete ter sig mer fjärran.
Andra har pekat på att den ekonomiska krisen medförde att kommunerna i början på 1990-talet skar ner på antalet drogmissbrukare som fick vård (-40 %), att antalet öppna mottagningar för missbrukare minskades och att skolorna inte längre hade råd med en lika omfattande anti-droginformation. Den 1 januari 1995 upphörde Tullverket att göra slumpmässiga stickprov av fordon och personer vid inresa från Danmark och andra EU-länder; myndigheten får numera enbart utföra misstankegrundade prov. Dessutom minskades antalet anställda hos Tullverket med 820 personer. Dessa stickprovskontroller hade tidigare lett till regelbundna beslag och många åtal för smuggling av narkotika. Bedömare som intresseorganisationen CAN talat med menar dock att det är oklart vilken effekt EU haft på narkotikabeslagen, men att det rimligtvis haft en övergående effekt under det att tullen förändrade sina rutiner. Från 1996 har antalet beslag tullen gjort stadigt ökat.

#### 2000-talet-
Cannabis är idag den utan tvekan mest förekommande illegala drogen i Sverige. Den vanligaste formen av cannabis i Sverige är hasch. De allra flesta som testat någon form av narkotika har bara testat cannabis. Experimenterande med droger bland ungdomar, mätt genom rikstäckande enkäter till niondeklassare, har gått ner efter en topp runt år 2000. År 2008 hade 7 % av pojkarna och 5 % av flickorna testat någon narkotika. Men det är osäkert om det kommer innebära ett brott i den trend som finns när det gäller (tillfällig) cannabiskonsumtion bland de något äldre. Bland annat hade 17 % av pojkarna i tvåan på gymnasiet testat någon narkotika, en siffra som varit någorlunda stabil över flera år. Bland deras kvinnliga klasskamrater hade 15 % samma erfarenheter, en siffra som faktiskt ökat sen man började fråga år 2004. För cannabiskonsumenter över 20 år ligger debutåldern på runt 18, vilket pekar på ytterligare osäkerheter om hur utvecklingen och konsumtionsmönstren ser ut för de ännu äldre.
Enligt en postenkät från 2007 riktad till åldersgruppen 16–84 år har i genomsnitt 10 % någon erfarenhet av cannabis, vilket motsvarar 750 000 personer i populationen. I åldersgruppen 18–29 hade en fjärdedel av männen och en sjättedel av kvinnorna rökt cannabis någon gång och 8 % respektive 4 % hade erfarenheter från det senaste året. Förekomsten minskade därefter kontinuerligt i varje åldersgrupp och cannabis förekom knappt alls bland ålderspensionärerna, något som yttrar sig i siffrorna 2 % respektive 1 % som genomsnitt för årlig konsumtion i hela undersökningen. Skillnaden mellan män och kvinnor verkar accentueras i den senare gymnasieåldern.
År 2007 kostade ett gram hasch 60–100 kr.
Samma år bedömdes ett gram marijuana ligga i intervallet 50–120 kronor. Korrigerat för inflation har priset för cannabis fallit sen slutet av 80-talet, länge hängde priset runt 80 kronor per gram. Emellertid har prisfallet bromsats upp de senaste åren. Utifrån prisfallets inbromsning antas tillgångsökningen under 1990-talet ha avmattats. Tullens och polisens tillslag ökade kraftigt under senare hälften av 90-talet utan att någon effekt har kunnat konstaterats på priserna, vilket tyder på att det finns en omfattande smuggling in i landet eller illegal produktion i Sverige. Rikspolisstyrelsen bedömde år 2007 att inflödet av cannabis, främst hasch till Sverige ligger på 25–30 ton per år, i den siffran ingår dock viss transittrafik till främst Norge.
Cannabis för medicinskt bruk kan förskrivas av läkare i Sverige.

## Politisk debatt
År 2013 gick Centerpartiets ungdomsförbund (CUF) ut med att de förespråkar legalisering av cannabis, bland annat motiverat med idén att förbudet leder till större skador än själva drogen, att förbudet gynnar den organiserade brottsligheten, och att innehav och kontrollerad försäljning av alkohol är legalt. I Sverige råder dock en bred politisk konsensus om att innehav, produktion, försäljning av rekreationell cannabis i fortsättningen ska vara kriminaliserat; inget riksdagsparti på nationell nivå driver frågan.
Joar Forssell är en svensk politiker och riksdagsledamot (Liberalerna) även känd som cannabis-aktivist, och har uttryckt sin åsikt mot Sveriges nolltolerans.